# Hüffenhardt
Hüffenhardt (lokal: Hiffelde) ist eine Gemeinde in Baden-Württemberg.
Die Gemeinde liegt im Südwesten des Neckar-Odenwald-Kreises auf einer Anhöhe nur wenige
Kilometer westlich des Neckars zwischen Odenwald und Kraichgau – rund 30 km südöstlich der Stadt Heidelberg. Sie gehört zur europäischen Metropolregion Rhein-Neckar.

## Geografie

### Lage
Die Gemeinde besteht aus zwei Ortschaften: Der Hauptort Hüffenhardt liegt mit 1536 Einwohnern im Süden der Gemarkung und der Teilort Kälbertshausen mit 533 Einwohnern im Norden.
Das Gemeindegebiet liegt teilweise im Naturpark Neckartal-Odenwald zwischen 219 und 338 Meter Höhe. Ein Teil der Gemarkung wird nicht zum wenige Kilometer im Osten liegenden Neckar entwässert, sondern mit dem Wollenbach nach Westen. Im Wollenbachtal liegt die zu Hüffenhardt zählende Hüttigsmühle.

### Nachbarorte
Die Nachbarorte sind im Norden Obrigheim und Hochhausen, im Osten Haßmersheim und Neckarmühlbach. Im Süden grenzen das zum Landkreis Heilbronn gehörige Siegelsbach und der Bad Rappenauer Ortsteil Wollenberg, und im Westen Helmstadt-Bargen, das zum Rhein-Neckar-Kreis gehört, an das Gemeindegebiet.

### Gemeindegliederung
Zur Gemeinde Hüffenhardt gehört die ehemalige Gemeinde Kälbertshausen. Zur Gemeinde Hüffenhardt in den Grenzen vom 31. Dezember 1974 gehörten das Gehöft Wüsthausen, die Häuser Hüttigsmühle und die Wüstung Hofsteden.
In Kälbertshausen ist eine Ortschaft im Sinne der baden-württembergischen Gemeindeordnung mit eigenem Ortschaftsrat und Ortsvorsteher als dessen Vorsitzendem eingerichtet.

## Geschichte

### Hüffenhardt
Die frühesten Besiedlungsspuren in Hüffenhardt, 1844 im Gewann Langherd entdeckte Grabhügel, datieren auf die Jungsteinzeit (3. Jahrtausend v. Chr.). Auch die Römer hinterließen Spuren. Eine durchgängige Besiedlung bis in heutige Zeit kann jedoch nicht nachgewiesen werden. Das heutige Hüffenhardt entstand vermutlich erst im 10. Jahrhundert und wurde erstmals anlässlich einer Schenkung von Gütern des Erchenbert von Röttingen im Jahr 1083 an das Kloster Hirsau erwähnt. Das Schenkungsbuch des Klosters Reichenbach im Schwarzwald besagt, dass ein Gut Hufelinhart um 1150 in den Besitz der Reichenbacher Mönche überging.
Im Hochmittelalter waren die Lehnsherren des unter Oberhoheit des Bistums Worms stehenden Ortes die Herren von Burg Guttenberg, also ab 1417 die Herren von Weinsberg, ab 1449 die Herren von Gemmingen. Die von Gemmingen hatten ab 1497 auch die hohe Gerichtsbarkeit (Blutbann) über den Ort. Darüber hinaus hatten das Ritterstift in Wimpfen, die Guttenberger Eucharius-Kaplanei, Wimpfener Bürger, ein Veit von Helmstatt und andere hier Besitztümer. Um 1525 wurde durch die Herren von Gemmingen die (lutherische) Reformation eingeführt.
Im Flurgebiet Bargen befand sich die abgegangene Burg Hüffenhardt von der 1900 Mauerreste ausgegraben wurden.
Um das Jahr 1600 hatte Hüffenhardt rund 400 Einwohner, doch der nachfolgende Dreißigjährige Krieg dezimierte die Bevölkerung auf sechs Haushalte. In der zweiten Hälfte des 17. Jahrhunderts wurden daher von den von Gemmingen auch Schutzjuden angesiedelt.
1806 kam Hüffenhardt als selbstständige Gemeinde zum neu geschaffenen Großherzogtum Baden. Dort gehörte es zunächst zum Bezirksamt Neckarbischofsheim. Als dieses 1864 aufgelöst wurde, kam Hüffenhardt zum Bezirksamt Mosbach, aus dem 1938 der gleichnamige Landkreis wurde.
Während des Zweiten Weltkriegs bombardierten amerikanische Truppen am Ostersonntag 1945 das Dorf, wodurch sie 12 Häuser und Scheunen zerstörten. 1939 wurden 891 Einwohner gezählt, Ende 1945 waren es 1130. Im Zuge der Kreisreform Baden-Württemberg 1973 kam Hüffenhardt zum neuen Neckar-Odenwald-Kreis.

### Eingemeindungen
Kälbertshausen wurde am 1. Januar 1975 nach Hüffenhardt eingemeindet.

## Religionen
Die Bevölkerung war von der Reformation bis nach dem Zweiten Weltkrieg vor allem evangelisch geprägt.
Durch die nach dem Krieg zuströmenden katholischen Flüchtlinge erhöhte sich der Anteil der Katholiken auf heute ca. 27 Prozent. In Hüffenhardt und Kälbertshausen besteht eine eigene evangelische Pfarrei. Hüffenhardt und Kälbertshausen sind Filialen der römisch-katholischen Pfarrei Siegelsbach.
Es gab eine kleine jüdische Gemeinde, die im Laufe des 17. Jahrhunderts entstanden war und in der Zeit des Nationalsozialismus vernichtet wurde. Die Synagoge wurde während der Novemberpogrome 1938 völlig zerstört; die Gemeindemitglieder flohen ins Ausland oder wurden in Konzentrationslager deportiert.

## Politik

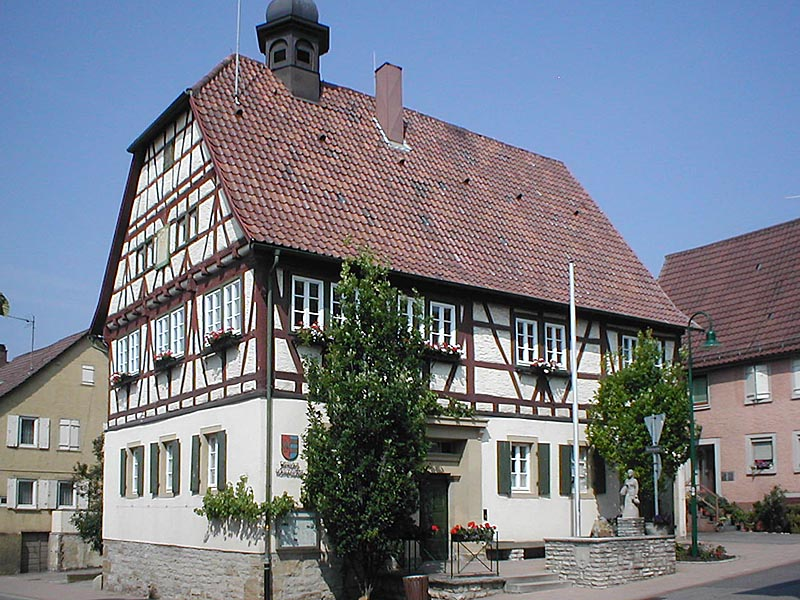
Rathaus Hüffenhardt

### Bürgermeister
Der Bürgermeister wird für acht Jahre direkt gewählt.
- 1994–2010: Bruno Herberich
- Seit 12. März 2010: Walter Neff, wiedergewählt 2018[8].

### Gemeinderat
In Hüffenhardt wird der Gemeinderat nach dem Verfahren der unechten Teilortswahl gewählt. Diese garantiert den Ortsteilen eine festgelegte Anzahl von Sitzen. Aus Hüffenhardt kommen mindestens neun, aus Kälbertshausen mindestens drei Gemeinderäte. Der Gemeinderat hat normalerweise 12 Mitglieder. Dabei kann sich die Zahl der Gemeinderäte durch Überhangmandate (Ausgleichssitze) verändern. 2024 besteht er aus 13 gewählten ehrenamtlichen Gemeinderäten und dem Bürgermeister als Vorsitzendem. Der Bürgermeister ist im Gemeinderat stimmberechtigt.
Die Kommunalwahl am 9. Juni 2024 führte zu folgendem Ergebnis.
| Parteien und Wählergemeinschaften | Parteien und Wählergemeinschaften                        | % 2024  | Sitze 2024 | % 2019 | Sitze 2019 | Kommunalwahl 2024 %50403020100 45,90 %17,43 %13,89 %15,69 %7,09 % FWGBfBFWVFrauenBLGewinne und Verlusteim Vergleich zu 2019 %p 20 15 10 5 0 −5−10−15−20−25+5,30 %p−21,57 %p+0,99 %p+15,69 %p+7,09 %pFWGBfBFWVFrauenBL |
| FWG                               | Freie Wählergruppe                                       | 45,90   | 6          | 40,6   | 5          | Kommunalwahl 2024 %50403020100 45,90 %17,43 %13,89 %15,69 %7,09 % FWGBfBFWVFrauenBLGewinne und Verlusteim Vergleich zu 2019 %p 20 15 10 5 0 −5−10−15−20−25+5,30 %p−21,57 %p+0,99 %p+15,69 %p+7,09 %pFWGBfBFWVFrauenBL |
| BfB                               | Bürger für Bürger                                        | 17,43   | 2          | 39,0   | 5          | Kommunalwahl 2024 %50403020100 45,90 %17,43 %13,89 %15,69 %7,09 % FWGBfBFWVFrauenBLGewinne und Verlusteim Vergleich zu 2019 %p 20 15 10 5 0 −5−10−15−20−25+5,30 %p−21,57 %p+0,99 %p+15,69 %p+7,09 %pFWGBfBFWVFrauenBL |
| FW                                | Freie Wählervereinigung Hüffenhardt                      | 13,89   | 2          | 12,9   | 2          | Kommunalwahl 2024 %50403020100 45,90 %17,43 %13,89 %15,69 %7,09 % FWGBfBFWVFrauenBLGewinne und Verlusteim Vergleich zu 2019 %p 20 15 10 5 0 −5−10−15−20−25+5,30 %p−21,57 %p+0,99 %p+15,69 %p+7,09 %pFWGBfBFWVFrauenBL |
| Frauen                            | Frauenliste Hüffenhardt/Kälbertshausen                   | 15,69   | 2          | –      | –          | Kommunalwahl 2024 %50403020100 45,90 %17,43 %13,89 %15,69 %7,09 % FWGBfBFWVFrauenBLGewinne und Verlusteim Vergleich zu 2019 %p 20 15 10 5 0 −5−10−15−20−25+5,30 %p−21,57 %p+0,99 %p+15,69 %p+7,09 %pFWGBfBFWVFrauenBL |
| BL                                | Bürgerliste "Mit Erfahrung und Weitblick in die Zukunft" | 7,09    | 1          | –      | –          | Kommunalwahl 2024 %50403020100 45,90 %17,43 %13,89 %15,69 %7,09 % FWGBfBFWVFrauenBLGewinne und Verlusteim Vergleich zu 2019 %p 20 15 10 5 0 −5−10−15−20−25+5,30 %p−21,57 %p+0,99 %p+15,69 %p+7,09 %pFWGBfBFWVFrauenBL |
| gesamt                            | gesamt                                                   | 100,0   | 13         | 100,0  | 12         | Kommunalwahl 2024 %50403020100 45,90 %17,43 %13,89 %15,69 %7,09 % FWGBfBFWVFrauenBLGewinne und Verlusteim Vergleich zu 2019 %p 20 15 10 5 0 −5−10−15−20−25+5,30 %p−21,57 %p+0,99 %p+15,69 %p+7,09 %pFWGBfBFWVFrauenBL |
| Wahlbeteiligung                   | Wahlbeteiligung                                          | 66,31 % | 66,31 %    | 67,2 % | 67,2 %     | Kommunalwahl 2024 %50403020100 45,90 %17,43 %13,89 %15,69 %7,09 % FWGBfBFWVFrauenBLGewinne und Verlusteim Vergleich zu 2019 %p 20 15 10 5 0 −5−10−15−20−25+5,30 %p−21,57 %p+0,99 %p+15,69 %p+7,09 %pFWGBfBFWVFrauenBL |

### Wappen
In gespaltenem Schild vorn in Rot eine gestürzte goldene (gelbe) Pflugschar, hinten in Blau zwei goldene (gelbe) Balken. Die Pflugschar im vorderen, in den badischen Farben tingierten Feld des Wappens ist das Fleckenzeichen Hüffenhardts, das auch auf Grenzsteinen und in den Gemeindesiegeln seit dem 18. Jahrhundert vorkommt. Das linke Feld zeigt das gemmingische Wappen in Anspielung auf die frühere Ortsherrschaft von 1449 bis 1805, die Herren von Gemmingen.
Die Gemeinde Hüffenhardt führte in reichsritterschaftlicher Zeit ein Wappen mit einer Pflugschar, zwei Löwen als Schildhaltern sowie einer Krone. Die Regierung des Großherzogtums Baden hat 1895 Schildhalter und Kronen in Wappen von Landgemeinden beanstandet und auf die Änderung der betroffenen Gemeindewappen gedrängt. Ein Wappenvorschlag von 1904 mit einer einzelnen goldenen Pflugschar auf rotem Grund wurde zunächst vom Gemeinderat abgelehnt. Das heutige Wappen wurde von der Landesarchivdirektion 1960 festgelegt.

### Gemeindepartnerschaften
Mit Champvans in Frankreich besteht seit 19. April 1980 eine Partnerschaft und mit Máriakálnok in Ungarn seit 28. Mai 2005.

## Kultur und Sehenswürdigkeiten

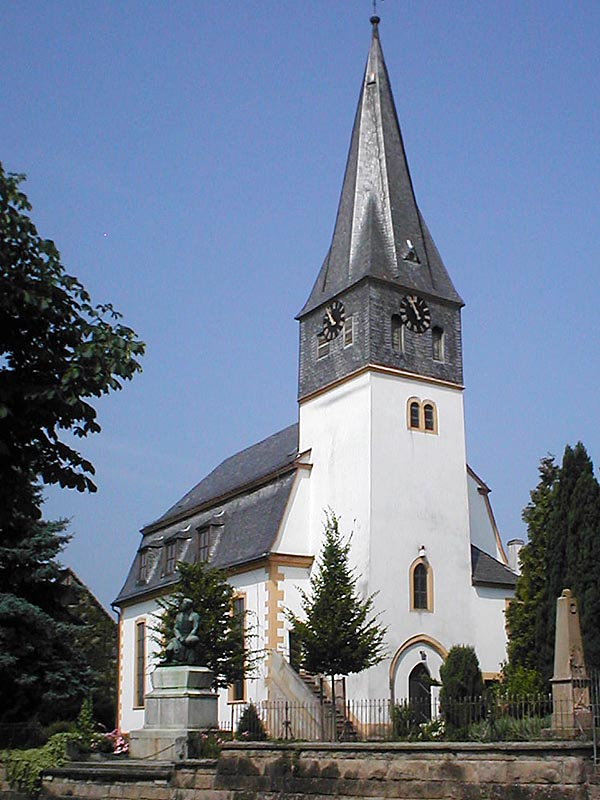
Evangelische Kirche von 1738

### Bauwerke und Denkmäler
Die barocke evangelische Kirche stammt in ihrer heutigen Gestalt von 1738, damals wurde das Kirchenschiff neu erbaut. Im Inneren der von einem historischen Tonnengewölbe überspannten Kirche befindet sich auf einer zweigeschossigen hölzernen Empore eine historische Overmann-Orgel. Die Brüstung der Empore ist im ersten Emporengeschoss umlaufend mit in Öl gemalten Bibelszenen verziert. Der Altar ist aus Holz mit Furnier- und Intarsienarbeiten, was im Kraichgau und Kleinem Odenwald eher selten anzutreffen ist. Hinter dem Altar befindet sich eine barock verzierte historische Kanzel. Der Taufstein wurde im späten 18. Jahrhundert gestiftet. In der Kirche befindet sich außerdem ein historisches Helmstatt-Epitaph mit einer nahezu lebensgroßen Sandsteinplastik.
Vor der evangelischen Kirche befinden sich ein Ehrenmal für die Kriegsteilnehmer 1870/71 und ein Kriegerdenkmal von 1927 für die Gefallenen 1914–18 (nach dem Krieg erweitert um die Namen der Toten 1939–45). Das historische evangelische Pfarramt und ein moderner Brunnen runden das Ensemble um die evangelische Kirche ab.
Die katholische Kirche ist ein moderner Zweckbau des 20. Jahrhunderts.

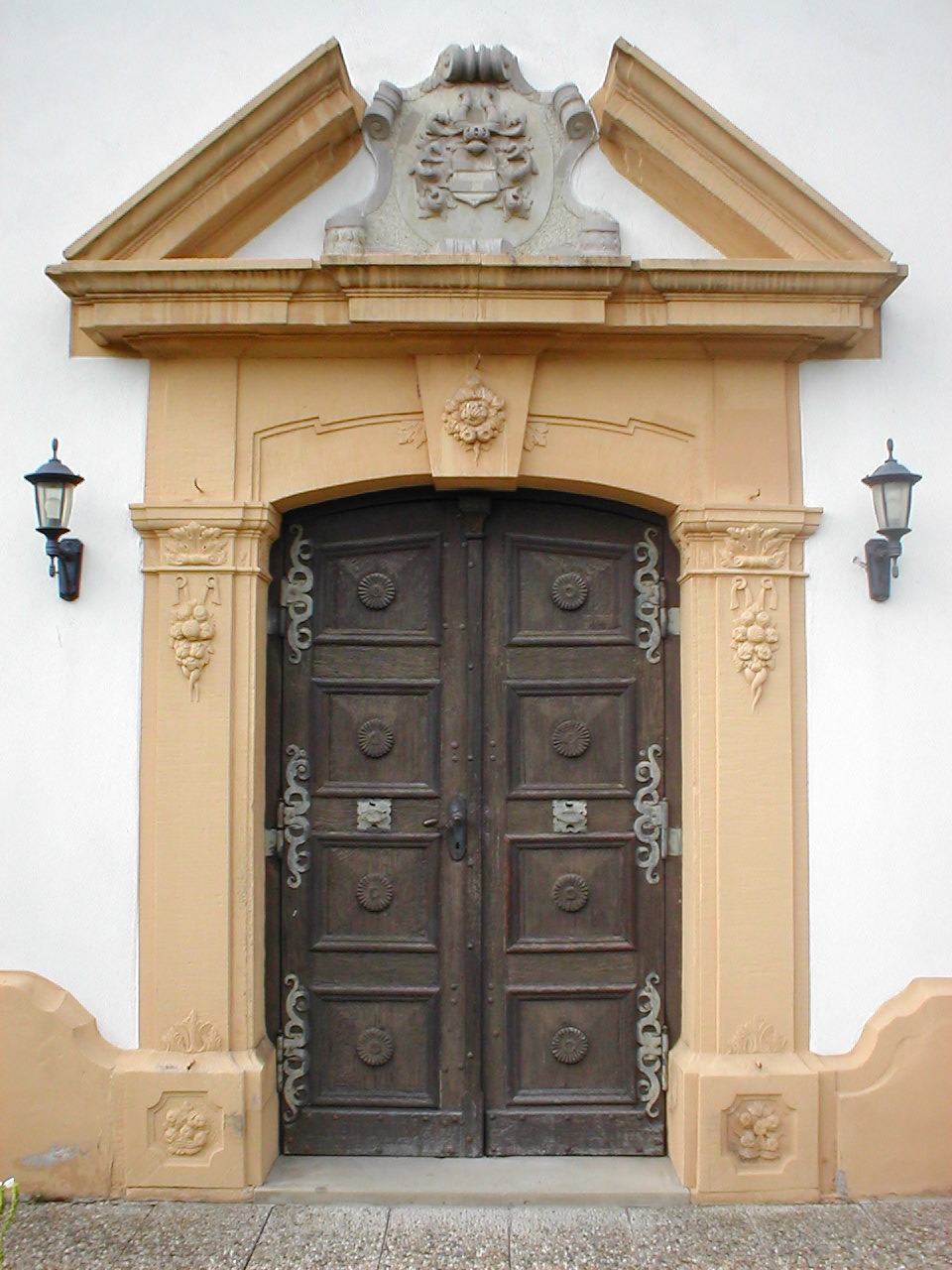
Portal der evangelischen Kirche
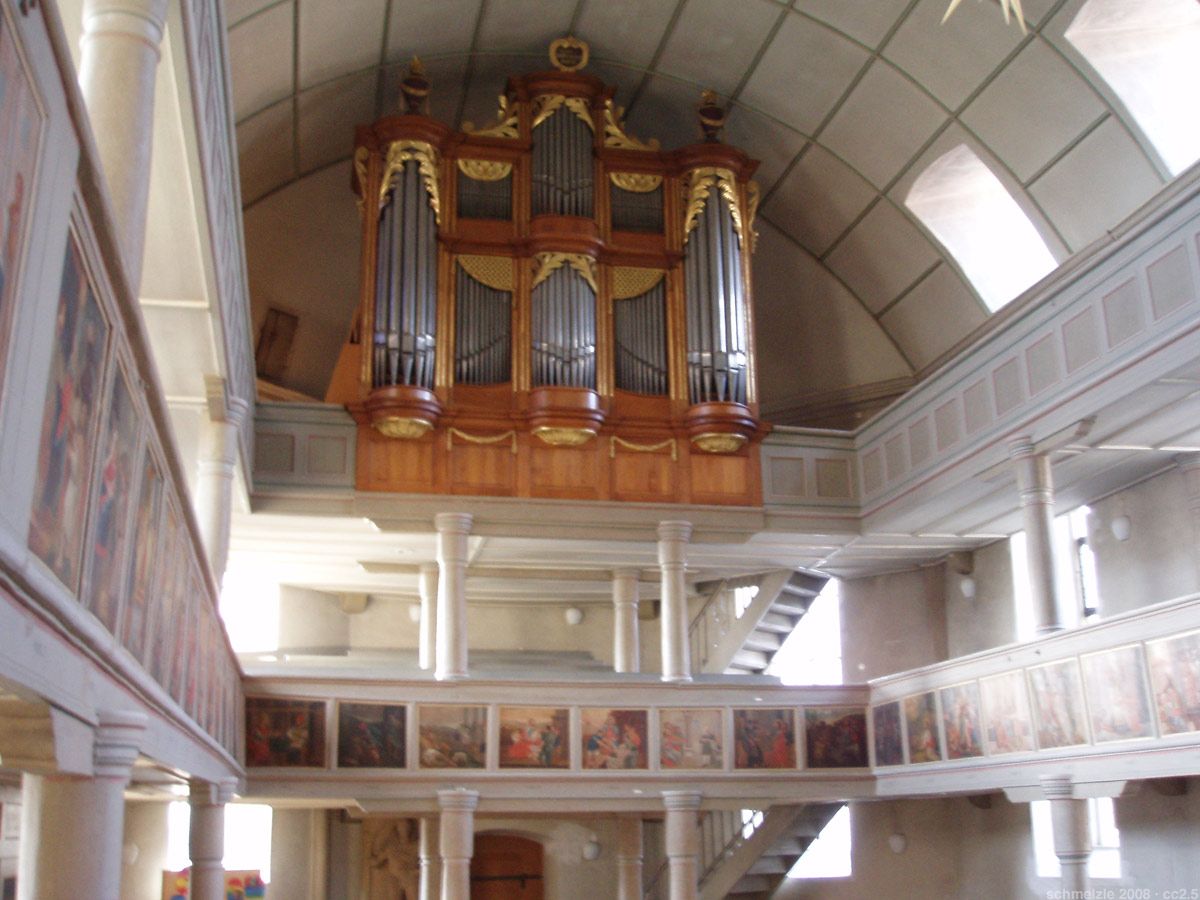
Evangelische Kirche, Empore mit Overmann-Orgel
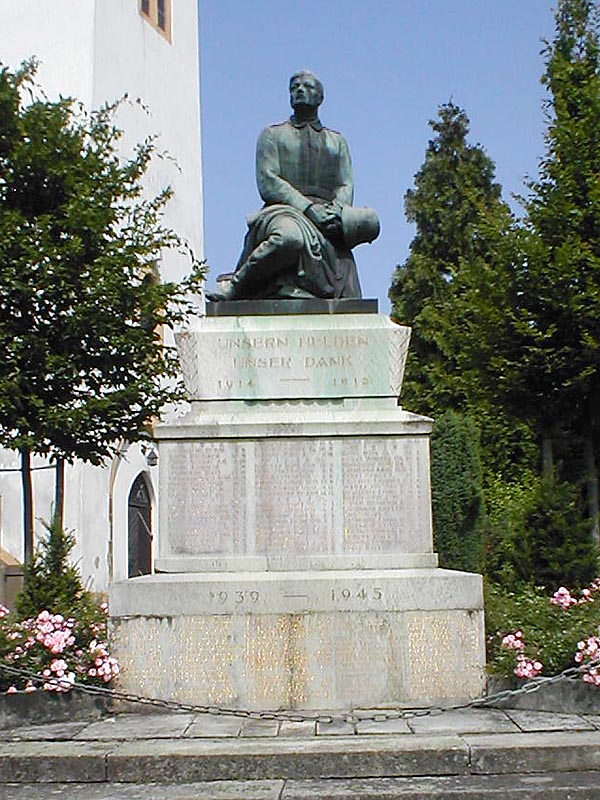
Kriegerdenkmal von 1927
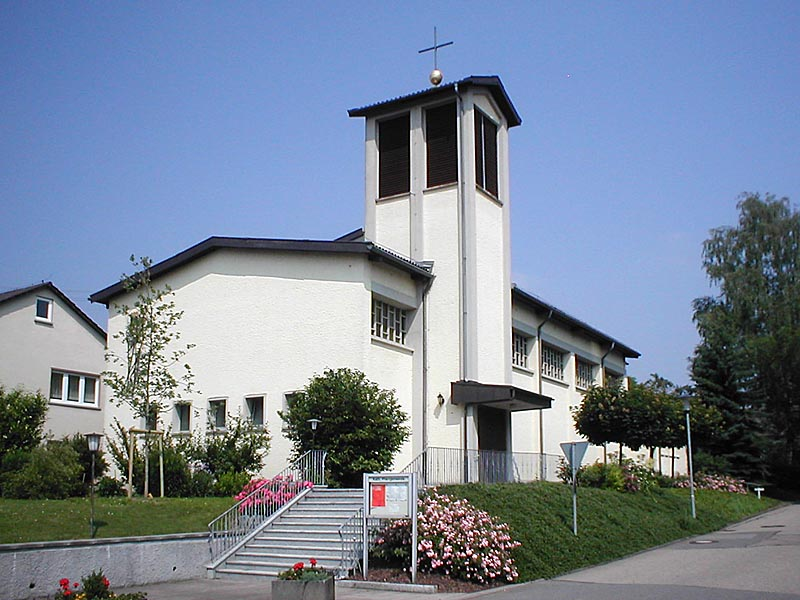
Katholische Kirche

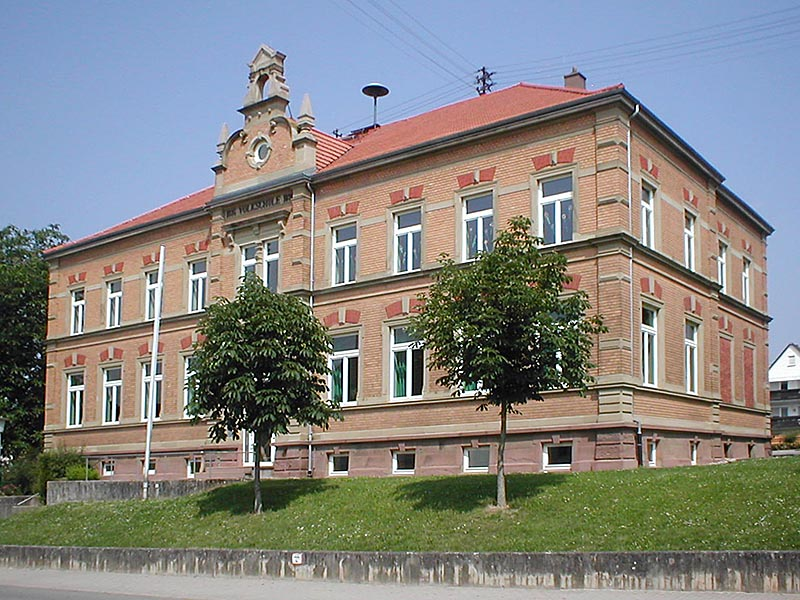
Volksschule

- Das Rathaus ist ein schmucker Fachwerkbau aus dem Jahr 1559, der in der heutigen Form seit einer Renovierung von 1861 besteht. Vor dem Rathaus befindet sich ein neuzeitlicher Ortsbrunnen mit einer Mädchengestalt. Im gesamten Ortskern von Hüffenhardt sind weitere historische Fachwerkhäuser und weitere Brunnen erhalten.
- Neben dem klassizistischen Schulhaus der Volksschule von 1895/96 mit seiner Backsteinfassade besteht auch noch das 1848 erbaute evangelische Schulhaus.

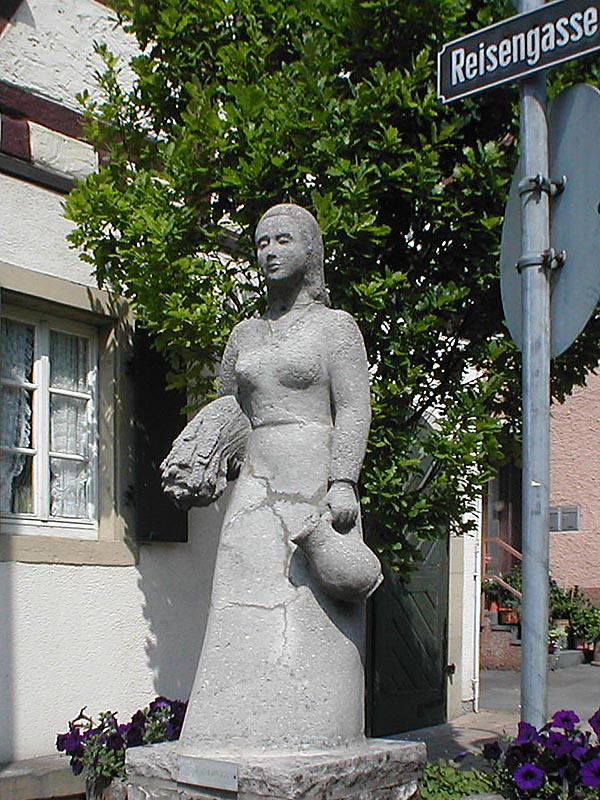
Brunnenfigur beim Rathaus
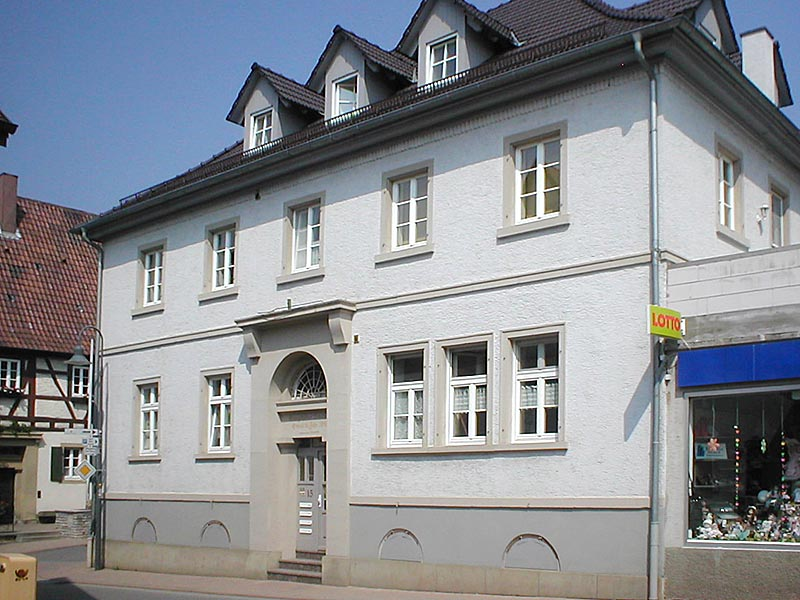
Evang. Schulhaus
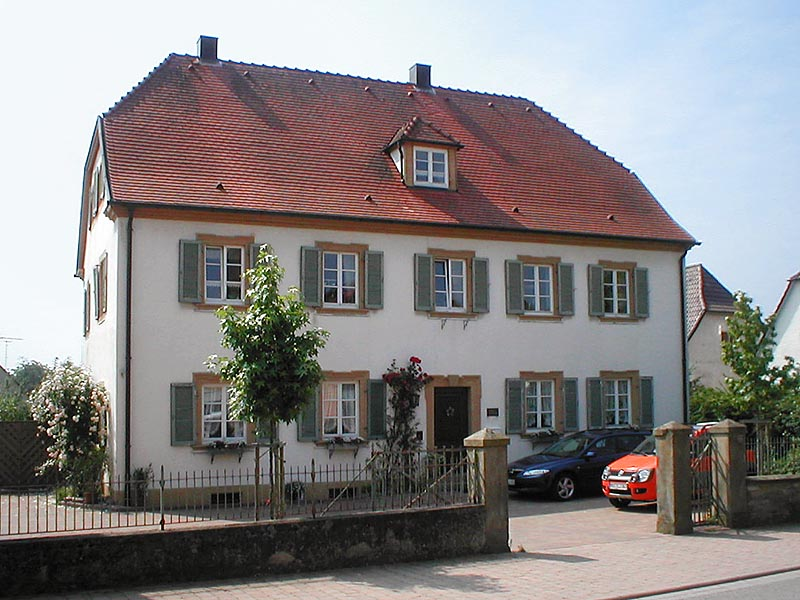
Evang. Pfarrhaus
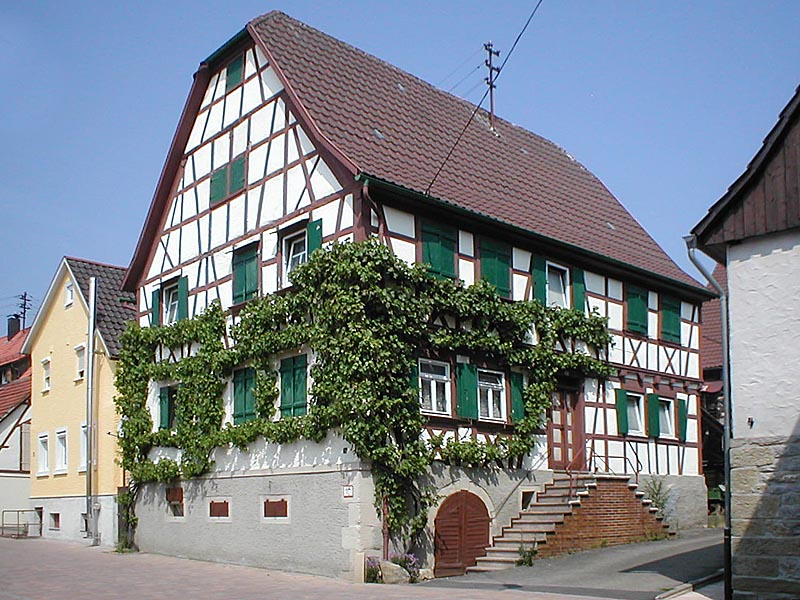
Hist. Fachwerk

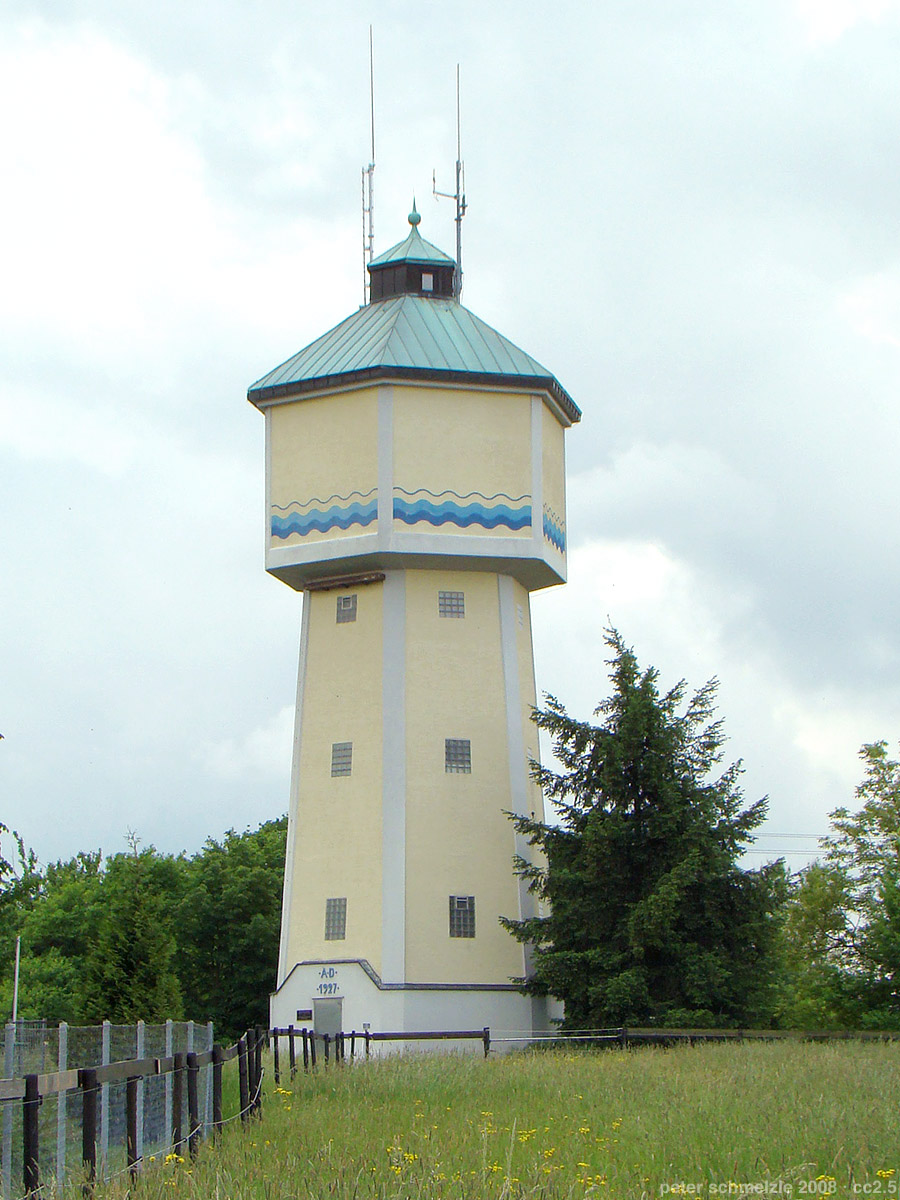
Wasserturm

- Am Geburtshaus von Karl Schramm erinnert eine Gedenktafel an den Heimatdichter.
- Längs der Landstraße nach Siegelsbach befinden sich mehrere historische Wegmarken, darunter neben Wegkreuzen die außergewöhnliche Ruhbank mit Stundenstein und der Husarenstein genannte Sühnestein für einen 1799 getöteten französischen Soldaten.
- Auf einer Anhöhe am Ortsrand in Richtung Kälbertshausen befindet sich ein weithin sichtbarer Wasserturm.

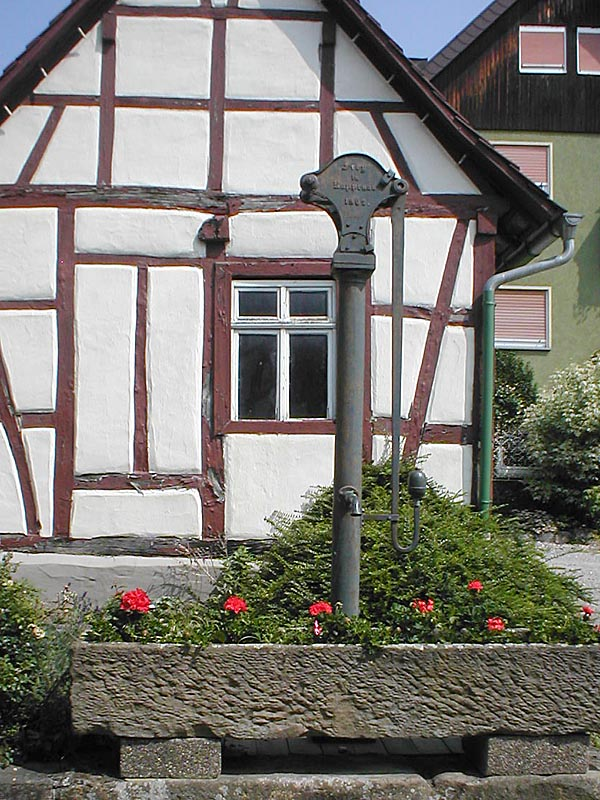
Hist. Brunnen vor Fachwerkschuppen
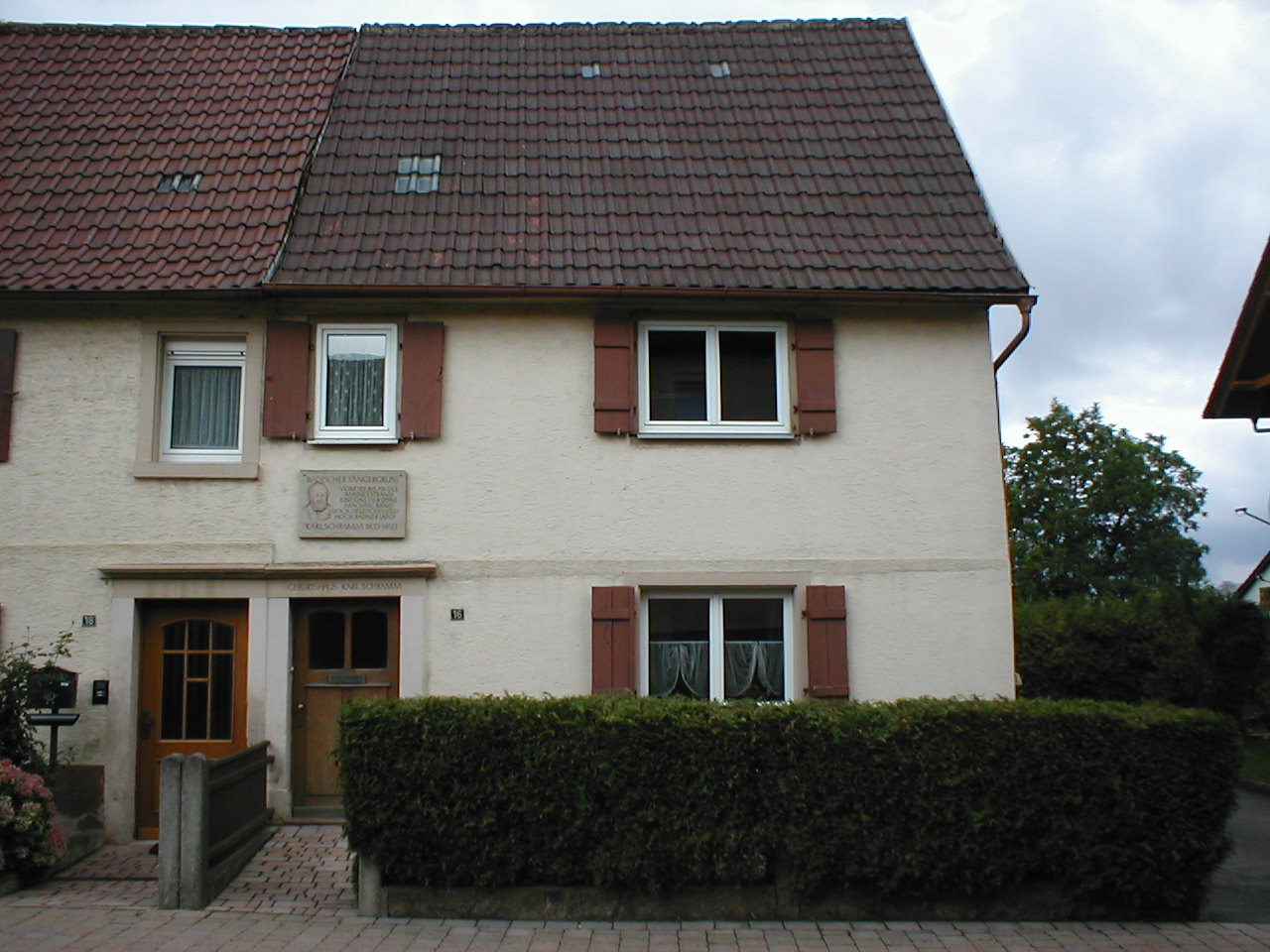
Geburtshaus von Karl Schramm
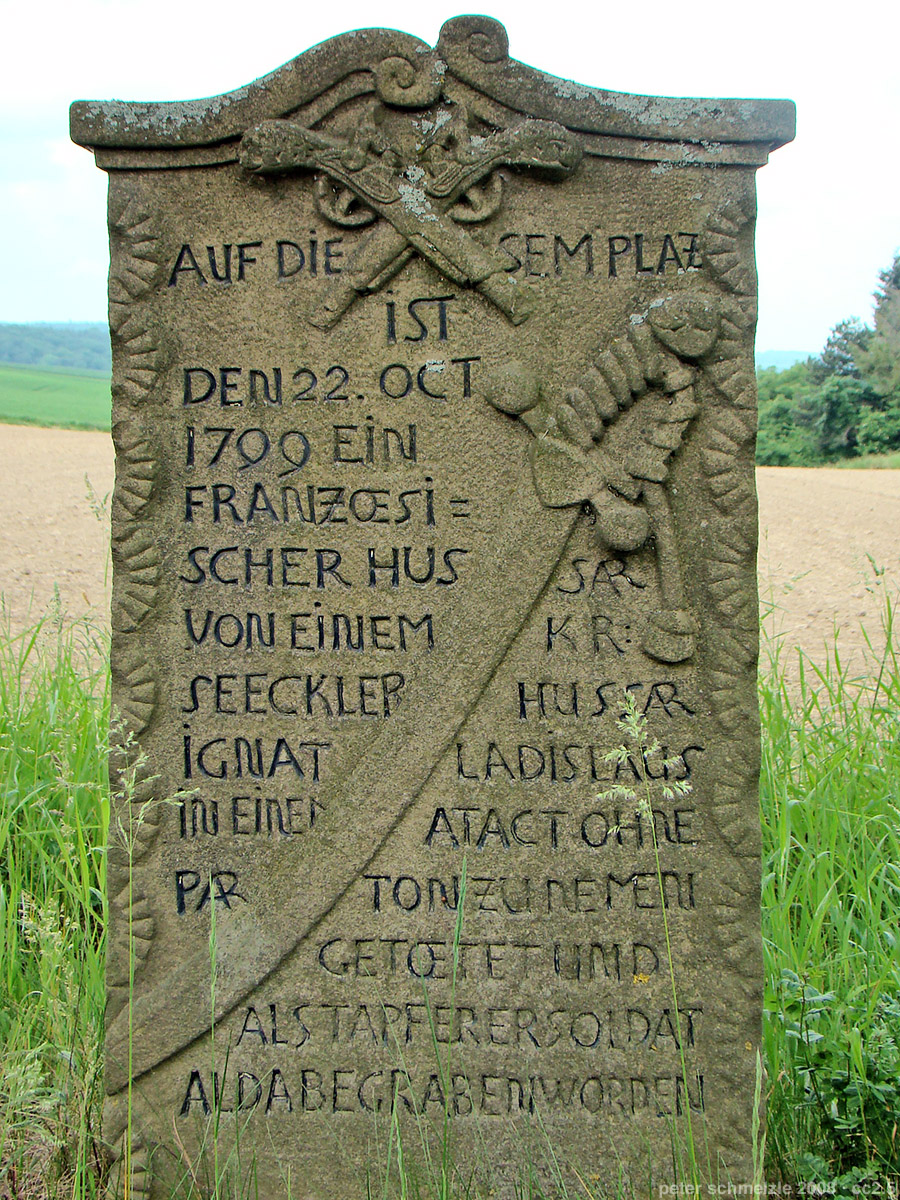
Husarenstein
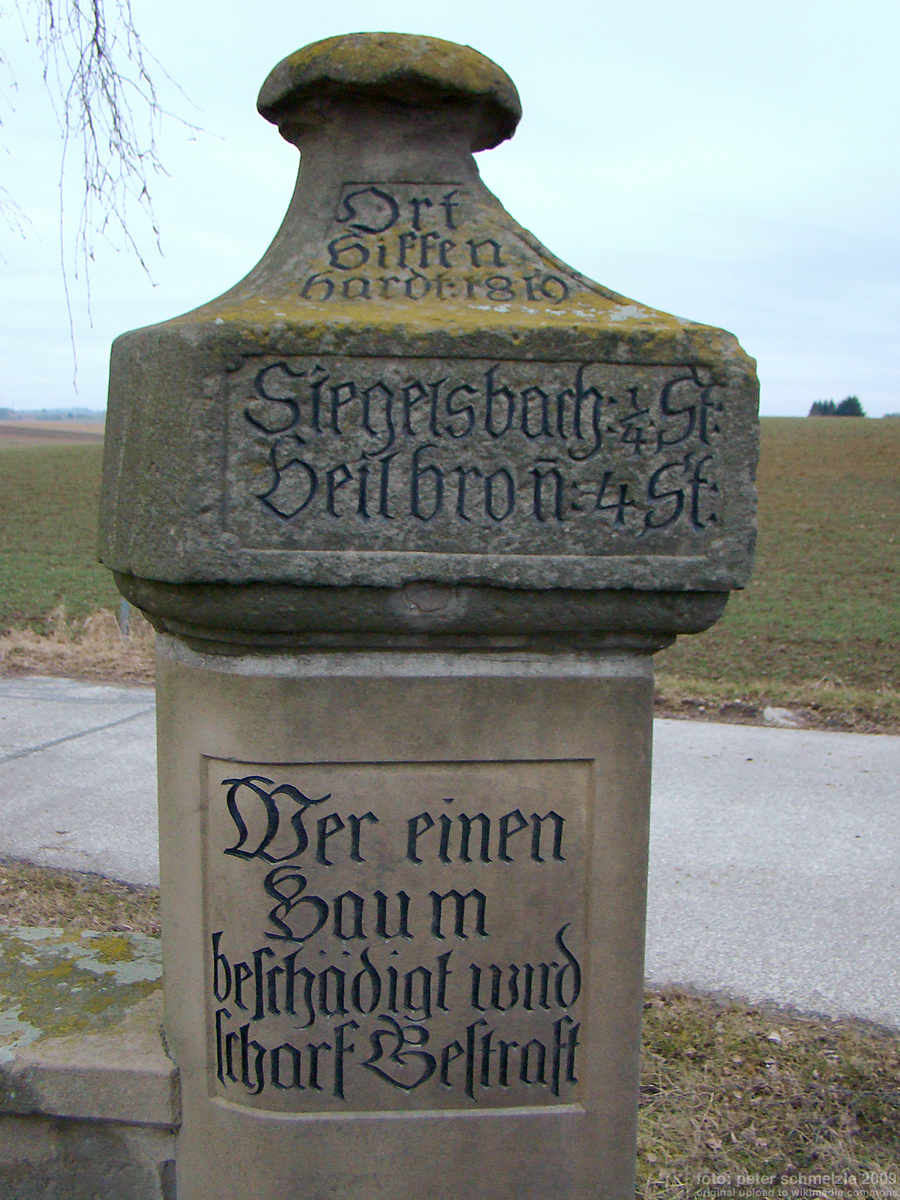
Stundenstein der Ruhbank

### Kultur
Nach dem Zweiten Weltkrieg war Hüffenhardt der Heimatort des Kunstmalers Edgar John, nach dem hier inzwischen eine Straße benannt ist. Im Ort befindet sich außerdem das Geburtshaus des Heimatdichters Karl Schramm, nach dem ebenfalls eine Straße benannt ist.

## Sportvereine und Sportanlagen
In Hüffenhardt gibt es mehrere Sportvereine die verschiedenste sportliche Aktivitäten abdecken.
Der Hüffenhardter Sportverein e.V hat über 700 Mitglieder. Hauptsportart ist Fußball, der sich auf verschiedene Altersklassen verteilt. Der Verein verfügt über eine Bambini-Mannschaft, mehrere Jugendmannschaften (teilweise in Spielgemeinschaften), zwei Herrenmannschaften und eine Alte-Herren-Mannschaft. Auch eine Damen-Mannschaft war im Verein vorhanden, diese wurde aber mittlerweile vom Spielbetrieb abgemeldet. Neben dem Fußballsport gibt es im Verein auch weitere Freizeitangebote.
Außerdem gibt es in Hüffenhardt auch einen Kleinkaliber-Schützenverein (kurz: KKS Hüffenhardt) und den Verein der Hundefreunde im Ortsteil Kälbertshausen.
Sport- und Freizeitanlagen:
- Sportplatz Hüffenhardt
- Reitanlage Hüffenhardt
- Tennisplatz Hüffenhardt
- Schützenhaus Hüffenhardt
- Bolzplatz (im Neubaugebiet)
- Spielplatz im Neubaugebiet
- Spielplatz mit Hartplatz (auf dem Schulhof)
- Spielplatz (Kantstraße)

## Wirtschaft und Infrastruktur

### Wirtschaft
Mann & Schröder betreibt neben dem Hauptsitz im benachbarten Siegelsbach ein Stammwerk in Hüffenhardt. In mehreren Hallen werden hier Kosmetik- und Körperpflegeprodukte produziert.

### Verkehr

#### Schienenverkehr
Hüffenhardt ist Endpunkt der Krebsbachtalbahn nach Neckarbischofsheim Nord. Der reguläre Personenverkehr wurde zum 1. August 2009 eingestellt. An Sonn- und Feiertagen von Mai bis Oktober findet ein      Ausflugsverkehr mit Uerdinger Schienenbussen statt.

#### ÖPNV
Mosbach und Haßmersheim sind von Hüffenhardt mit den Buslinien 828 und 822 der Busverkehr Rhein-Neckar GmbH erreichbar. Nachts sowie samstags und sonntags gibt es einen Service mit Anrufsammeltaxis, die reguläre Busfahrten ersetzen.
Ferner bedient PalatinaBus die Linie 795 nach Bad Rappenau und Helmstadt.

### Bildungseinrichtungen
In Hüffenhardt gibt es eine Grundschule und einen Kindergarten für alle Kinder der Gemeinde.

### Energie
Östlich von Hüffenhardt betreibt die EnBW AG ein großes Umspannwerk, zu dem auch ein 116 Meter hoher als freistehende Stahlfachwerkkonstruktion ausgeführter Richtfunkturm gehört.

### Soziales
Für ältere und pflegebedürftige Menschen betreiben die Neckar-Odenwald-Kliniken in Hüffenhardt ein Wohn- und Pflegezentrum mit 135 Plätzen. Das Wohn- und Pflegezentrum wurde 2007 mit 45 Plätzen in „zukunftorientierten Wohnformen“ erweitert. Außerdem werden hier auch Patienten mit apallischem Syndrom und Demenz in einem geschlossenen Bereich versorgt. Im Oktober 2019 beschloss der Kreistag des Neckar-Odenwald-Kreises den Verkauf an ein Privatunternehmen.
Im Untergeschoss des Anbaus befindet sich das Café Bea das samstags, sonntags und an Feiertagen neben Heimbewohnern auch der Öffentlichkeit zur Verfügung steht.

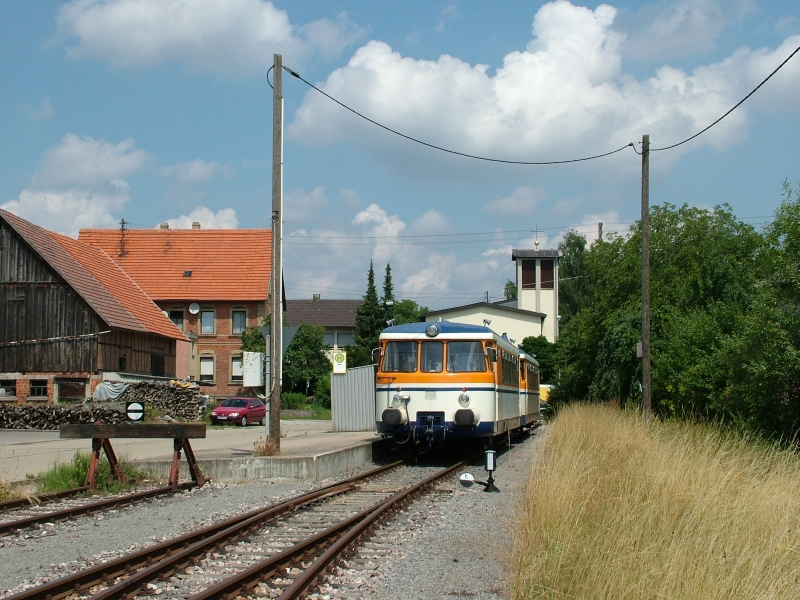
Schienenbus im Endbahnhof Hüffenhardt der Krebsbachtalbahn
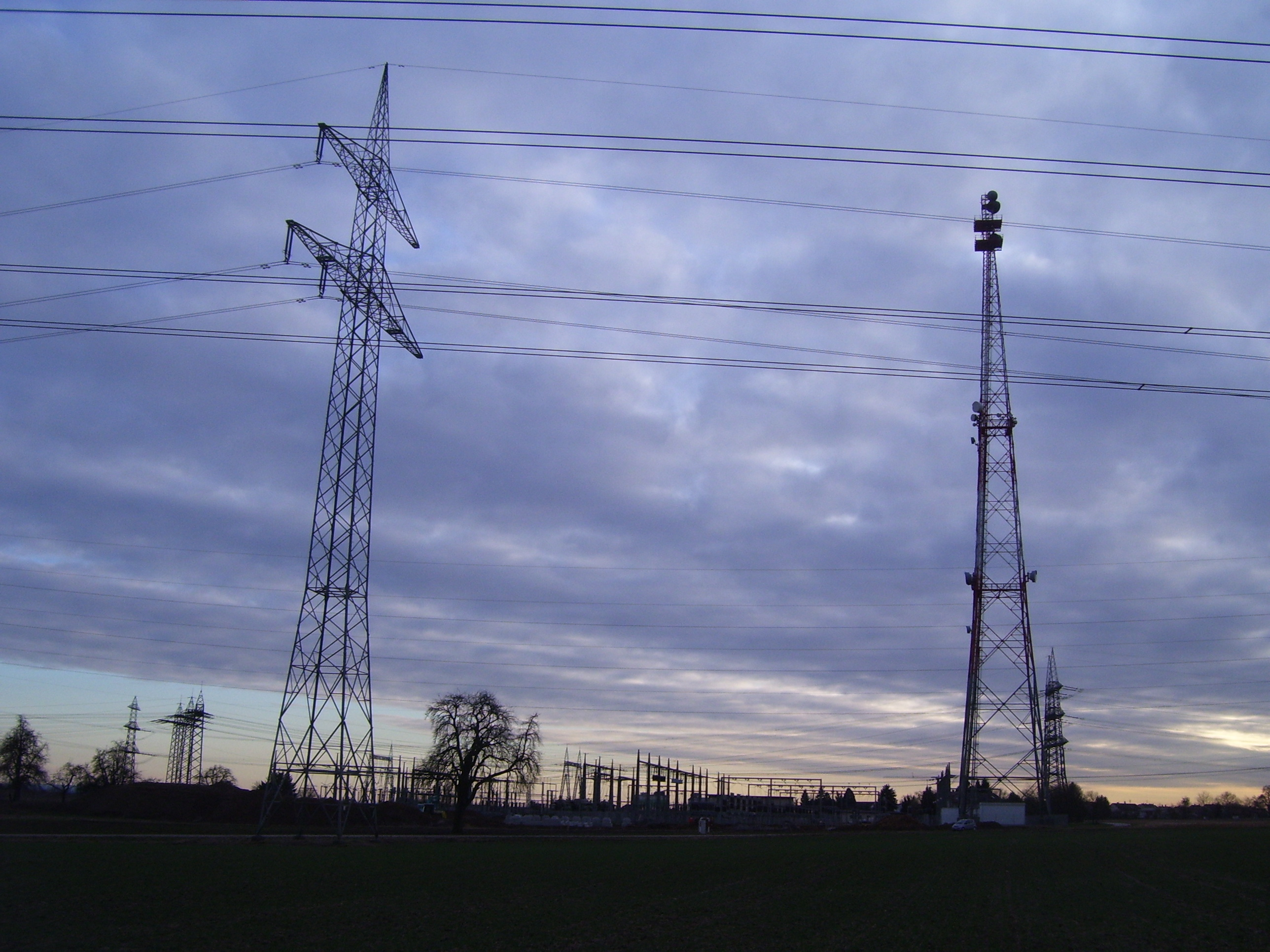
Umspannwerk Hüffenhardt mit Richtfunkturm

## Persönlichkeiten

### Mit Hüffenhardt verbunden
- Edgar John (1913–1996), Maler und Pressezeichner, lebte seit 1943 in Hüffenhardt